# Heinrich Bellermann
Johann Gottfried Heinrich Bellermann (* 10. März 1832 in Berlin; † 10. April 1903 in Potsdam) war ein deutscher Musiktheoretiker und Komponist.

## Leben
Heinrich Bellermann war der Sohn und Schüler des Altphilologen Johann Friedrich Bellermann (1795–1874) und Enkel des Theologen Johann Joachim Bellermann (1754–1842), dem die Wiedereinführung des Gesangsunterrichtes im preußischen Schulwesen zu verdanken ist. Er studierte zunächst Kirchenmusik, war dann Gesangslehrer am Berliner Gymnasium „Zum Grauen Kloster“, wurde 1866 an der Universität als Nachfolger von Adolf Bernhard Marx Professor für Musik und 1875 Mitglied der Königlichen Akademie der Künste. Er war jahrelang Mitglied der Sing-Akademie zu Berlin.
Er schrieb unter anderem Die Mensuralnoten und Taktzeichen im 15. und 16. Jahrhundert (1858) und das bis etwa 1900 weit verbreitete Lehrwerk Der Kontrapunkt (1862). Er komponierte fast ausschließlich A-cappella-Musik (Motetten, Psalmen, Lieder). Zu seinen Schülern zählte von 1888 bis 1891 der Kirchenmusiker und Komponist Carl Thiel.

## Werke (Auswahl)
- Motette, Psalm 90
- Christus der Erretter, Oratorium
- Drei Passionsmotetten für SATB a cappella
- Dreistimmige Fugen
- Lenzenslust, Lied, op. 19.3., 1854
- Frühlingslied, op. 19.5., 1867
- Auf dem Wasser, Lied, op. 19.6., 1854
- Lob der Vögelein, Lied, op. 19.7., 1857
- Wanderers Nachtlied, op. 19.9., 1856
- Erinnerung, Lied, op. 19.10., 1869
- Der frohe Wandersmann, Lied, op. 28.2., 1865
- Nun bricht aus allen Zweigen, Lied, op. 28.3. (d. 25. April 1871)
- Morgenlied, op. 28.5., 1880
- Wanderlied, op. 28.6. (9.4.12.1879)
- Der Pumpbrunnen, Lied, 28.7., (1851. im Mai 1880 verbessert)
- Zu Grells Geburtstage, op. 28.8, 1880
- Abendlied, op. 28.9., 1878
- Frühlingslied, 8 Stimmen, op. 28.10., 1879
- [Alt-Griechisch: Sophokleous Oidipous Tyrannos]. Chöre und Melodramen aus dem König Oedipus des Sophokles in Musik gesetzt. Op. 29. Clavierauszug (vierhändig) mit griechischem u. deutschem Text. Schlesinger/Rob. Lienau, Berlin [1882]
- Abendstille, Lied, op. 31.2, 1882
- Frühlingslied, op. 31.2, 1882
- Zigeunerlied, op. 31.7., 3.28.8.1880
- An die Mark, Lied, op. 41.1., 1884
- Himmelfahrt, Lied, 41.2., 6. Dezember 1883
- Die frühen Gräber, Lied, op. 41.3., 1883. Die Anfangstakte geändert im Feb. 1891
- Frühlingslied, op. 41.4., 1889
- Auf dem See, Lied, op. 41,5., (d. 8. September 1889)

## Schriften
- Die Mensuralnoten und Taktzeichen des XV. und XVI. Jahrhunderts. Mit sehr zahlreichen Notenbeispielen. Reimer, Berlin 1858. VIII, 101 S.
- Der Contrapunct oder Anleitung zur Stimmführung in der musikalischen Composition. Springer, Berlin 1862, XVIII, 365 S., 4. Auflage Berlin, Springer 1901, XVIII, 480 S.
- Über die Entwicklung der mehrstimmigen Musik. Vortrag gehalten im Saale der Sing-Akademie zu Berlin im wissenschaftlichen Verein am XIX. Januar MDCCCLXVII. Verlag von A. Sacco Nachfolger, Berlin 1867, 40 S.
- Die Größe der musikalischen Intervalle als Grundlage der Harmonie. Verlag von Julius Springer, Berlin 1873.
- Eduard Grell: Aufsätze und Gutachten über Musik. Nach seinem Tode herausgegeben von Heinrich Bellermann. Verlag von Julius Springer, Berlin 1887, 195 S., „mit einem Vorwort von Heinrich Bellermann, Berlin, an Grell’s Geburtstage, den 6. November 1886“.
- August Eduard Grell (Biographie). Weidmannsche Buchhandlung, Berlin 1899, 220 S.
- Hülfsbüchlein beim Gesangsunterricht in den unteren Klassen höherer Lehranstalten. Anfangsgründe der Musik für den ersten Sing-Unterricht auf Gymnasien und Realschulen. Weidmannsche Buchhandlung, Berlin 1915, 32 S.